# Iosif Czako
Iosif Czako (n. 11 iunie 1906, Reșița, Austro-Ungaria – d. 12 septembrie 1966, Reșița, Caraș-Severin, România) a fost un fotbalist român, care a jucat pentru echipa națională de fotbal a României la Campionatul Mondial de Fotbal din 1930 (Uruguay).